# ヴィリアム・アファティア
ヴィリアム・アファティア（Viliamu Afatia、1990年5月24日 - ）は、サモアのラグビーユニオン選手。

## プロフィール
- サモア・ヴァイアラ出身[1]。
- ポジションはプロップ(PR)。
- 身長 180cm、体重 124kg
- サモア代表キャップは21（2025年4月現在）でワールドカップ2015のサモア代表に選ばれた[2]。

## 略歴
SUアジャン、ラシン92、ユニオン・ボルドー・ベグル、バイヨンヌを経て、2021年、SCアルビに加入。